# Dnepr MW 750
Die Dnepr MW 750 ist ein Krad mit Beiwagen, das von 1964 bis 1973 der ukrainische Hersteller Dnepr für den militärischen Einsatz baute. Es handelt sich um einen Nachbau der BMW R 71 auf Basis des Vorgängermodells Ural M 72 aus den 1940er Jahren.

## Entwicklung
Das schwere Motorrad MW 750 wurde im Kiewer Motorradwerk KMS, später Dnepr benannt, hergestellt. Das Konstruktionsprinzip entspricht der im gleichen Werk von 1958 bis 1967 gefertigten Dnepr K 750. Nachdem einige Mängel des Vorgängertyps hinsichtlich Leistung und Fahrtkomfort abgestellt waren,  war es eins der fortschrittlichsten Motorräder des KMS-Werks. Das Modell gewann mehr als einmal internationale Rennen in der DDR, was besondere Aufmerksamkeit der sowjetischen Öffentlichkeit erregte und es zu einem der beliebtesten Fahrzeuge in der UdSSR machte. Die Masse der Produktion war jedoch der militärischen Nutzung vorbehalten. Erst nach Auflösung der UdSSR und Veräußerung der veralteten Depotbestände kamen die Fahrzeuge auch in zivile Nutzung und sind seitdem auf Verkaufsplattformen zu finden.

## Technik
Angetrieben wird das Krad von einem Zweizylinder-Viertakt-Boxermotor mit SV-Ventilsteuerung, 746 cm³ Hubraum, der 26 PS (19 kW) bei 4900/min leistet und ein maximales Drehmoment von 41 N·m bei 3800/min entwickelt.
Die Kraft wird über eine Kardanwelle übertragen. Das Getriebe hat vier Vorwärtsgänge, zusätzlich einen Rückwärtsgang, um das Krad auf engstem Raum und im Gelände leicht zu manövrieren. Die Bremsen vorne und hinten sind Trommelbremsen. Speziell entwickelte Abdichtungen der Bremstrommeln schützten sie gegen Staub und Schlamm.
Im Laufe der Produktion des Typs wurde insbesondere die Lebensdauer der Stahlkurbelwelle und des Gusszylinders durch konstruktive Maßnahmen verbessert. Der Gasdrehgriff sowie die Brems- und Kupplungshebel waren gegen Beschädigungen im Gelände gehärtet.
Eine weiterentwickelte hydraulische Dämpfung der Räder einschließlich des Beiwagens, dort auch durch Federelemente, verbesserten den Fahrkomfort.